# Повадино (городской округ Солнечногорск)
Повадино — деревня в Московской области России. Входит в городской округ Солнечногорск. Население — 4 чел. (2010).

## География
Деревня Повадино расположена на севере Московской области, в западной части округа, примерно в 14 км к югу от города Солнечногорска, в 36 км к северо-западу от Московской кольцевой автодороги, западнее находится Истринское водохранилище, с юга и запада от деревни проходит Пятницкое шоссе Р111.
В деревне 1 микрорайон, 3 улицы — Есенина, Новолинейная и Шоссейная, приписано 11 садоводческих некоммерческих товариществ. Ближайшие населённые пункты — деревни Задорино, Новая и Соколово.

## История
В «Списке населённых мест» 1862 года Повадино — владельческая деревня 2-го стана Звенигородского уезда Московской губернии по правую сторону тракта из города Воскресенска в город Клин, в 28 верстах от уездного города, при речке Безымянке, с 18 дворами и 208 жителями (107 мужчин, 101 женщина).
По данным на 1890 год — деревня Пятницкой волости Звенигородского уезда с 222 душами населения.
В 1913 году в сельце Повадьино-«Воейково» — 20 дворов, в сельце Повадьино-«Воробьево» — 15 дворов.
По материалам Всесоюзной переписи населения 1926 года Повадино-Воейково (149 жителей, 31 хозяйство) и Повадино-Воробьево (102 жителя, 23 хозяйства) — деревни Соколовского сельсовета Пятницкой волости Воскресенского уезда Московской губернии.
С 1929 года — населённый пункт в составе Солнечногорского района Московского округа Московской области. Постановлением ЦИК и СНК от 23 июля 1930 года округа как административно-территориальные единицы были ликвидированы.
1929—1957, 1960—1963, 1965—1994 гг. — деревня Соколовского сельсовета Солнечногорского района.
1957—1960 гг. — деревня Соколовского сельсовета Химкинского района.
1963—1965 гг. — деревня Соколовского сельсовета Солнечногорского укрупнённого сельского района.
В 1994 году Московской областной думой было утверждено положение о местном самоуправлении в Московской области, сельские советы как административно-территориальные единицы были преобразованы в сельские округа.
С 1994 до 2006 гг. деревня входила в Соколовский сельский округ Солнечногорского района.
С 2005 до 2019 гг. деревня включалась в Соколовское сельское поселение Солнечногорского муниципального района.
С 2019 года деревня входит в городской округ Солнечногорск, в рамках администрации которого деревня относится к территориальному управлению Соколовское.

## Население
| 1852 | 1859 | 1890 | 1899 | 1926 | 1998 | 2002 |
| ---- | ---- | ---- | ---- | ---- | ---- | ---- |
| 100  | ↗208 | ↗222 | ↗224 | ↗251 | ↘0   | →0   |
| 2010 |      |      |      |      |      |      |
| ↗4   |      |      |      |      |      |      |